# Fried Mühlberg
Fried Mühlberg (* 6. Oktober 1915 in Köln; † 6. Mai 2006) war ein deutscher Historiker und Kunsthistoriker, der von 1969 bis 1978 das Amt des Stadtkonservators in Köln innehatte.

## Leben
Geboren 1915 und aufgewachsen als Pfarrerssohn in Köln-Mülheim, studierte Fried Mühlberg nach dem Abitur an einem humanistischen Gymnasium ab 1935 Deutsch, Geschichte, Geografie, Kunstgeschichte und Archäologie an den Universitäten Köln, Freiburg im Breisgau, München und Bonn. Unterbrochen wurde sein Studium durch Arbeits- und Kriegsdienst. 1949 promovierte er in Köln bei Hans Kaufmann, woraufhin Anstellungen im Wallraf-Richartz-Museum in Köln sowie bei den Landesdenkmalämtern in Bonn und Münster folgten.
Ab 1954 arbeitete er als Kustos bei Stadtkonservatorin Hanna Adenauer, 1957 bis 1969 als Oberkustos im Römisch-Germanischen Museum. Als Nachfolger von Hanna Adenauer bekleidete er von 1969 bis 1980 das Amt des Kölner Stadtkonservators.
Mühlbergs Nachfolger Hiltrud Kier und Ulrich Krings beschreiben seine Amtszeit als eine Phase der Neubewertung der historistischen Architektur des 19. Jahrhunderts, die bis dahin als wenig erhaltenswert angesehen worden war. Mühlberg arbeitete aktiv an Inventarisierung und Erhalt dieser Bauten, obwohl er oftmals mit Widerständen in der eigenen Verwaltung zu kämpfen gehabt habe. Insbesondere habe oftmals die Unterstützung des vorgesetzten Kulturdezernenten Kurt Hackenberg und das nötige Personal im Amt gefehlt.

„Es ist im Abstand von etwa 15 Jahren schwer auszudrücken, wie groß der Widerstand gegen die Denkmalpflege in der Verwaltung (inkl. Kulturdezernat) und Teilen des Rates damals war“

1978 wurde Mühlberg von Hiltrud Kier im Amt des Stadtkonservators abgelöst; neben anderen Arbeiten publizierte er 1989 Band 17 der Buchreihe Stadtspuren zu der romanischen Kirche St. Pantaleon in Köln, die zu seinen wissenschaftlichen Schwerpunkten gehörte.
Mühlberg starb 2006 im Alter von 90 Jahren.

## Veröffentlichungen
- Bonn (Deutsche Lande - Deutsche Kunst), mit Fotografien von Helga Schmidt-Glassner. Deutscher Kunstverlag, München/Berlin 1951.
- Kartäuserkirche St. Barbara, Köln Gesellschaft für Buchdruckerei, Neuss 1956.
- Gerettete, verlorene und bedrohte Baudenkmale in Mülheim unter besonderer Berücksichtigung der Bürgerhäuser Mülheimer Freiheit 119 und 121 (1976) in: Köln: 85 Jahre Denkmalschutz und Denkmalpflege 1912–1997. Reihe Stadtspuren – Denkmäler in Köln. Band 9.I. Hrsg.: Der Stadtkonservator. J.P. Bachem Verlag Köln, 1997, ISBN 3-7616-1129-3, S. 296–319.
- St. Ursula in der kölnischen Kirchenbaukunst der ersten Hälfte des 12. Jahrhunderts (1970) in: Festschrift für Gert Von Der Osten (zum 60. Geburtstag am 17. Mai 1970) Du Mont Schauberg, Köln 1970, S. 39–76; wiederveröffentlicht in: Köln: 85 Jahre Denkmalschutz und Denkmalpflege 1912–1997. Reihe Stadtspuren – Denkmäler in Köln. Band 9.I. S. 320–352.
- Köln: St. Pantaleon und sein Ort in der karolingischen und ottonischen Baukunst. Reihe Stadtspuren – Denkmäler in Köln. Band 17. Hrsg.: Der Stadtkonservator. J.P. Bachem Verlag Köln 1989, ISBN 3-8053-0601-6.